# Gerhard von Heidenstam

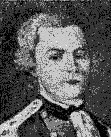
Gerhard von Heidenstam.

Gerhard Johan Balthasar von Heidenstam, född 13 juni 1747 i Kiel, död 22 maj 1803 i Stockholm, var en svensk diplomat och orientalist.
År 1773 blev Gerhard von Heidenstam andra sekreterare i presidentskontoret (nuvarande Utrikesdepartementet), och året därefter ingick han i den svenska beskickningen i Konstantinopel. År 1780 blev han chargé d'affaires och 1782 ministerresident. Till uppgift hade han att försökt få Turkiet att angripa Ryssland, vilket skedde 1787. Han lyckades 12 juli 1789 få ett subsidiefördrag mellan Turkiet och Sverige att komma till stånd. Redan 1790 slöt Gustav III fred med ryssarna, och von Heidenstam, som fortfarande befann sig i Turkiet, fick utstå trakasserier.
År 1791 begärde von Heidenstam avsked och flyttade till Smyrna, där han forskade i österländsk litteratur. År 1802 återkom han till Sverige, där han avled följande år.
Gerhard von Heidenstam var son till Peter von Heidenstam och hans första hustru Christina Weber. Fadern var livmedikus hos kungen och adlades  von Heidenstam 1770. År 1783 gifte sig Gerhard von Heidenstam med Catharina Anna Grandon de Hochepied. Deras son Carl Peter von Heidenstam och dennes son Oscar von Heidenstam, liksom dennes son Carl von Heidenstam, gick i hans spår och blev diplomater, och de första två generationerna även skriftställare.